# پیتسویل (مریلند)
پیتسویل (به انگلیسی: Pittsville) شهری در ایالت مریلند کشور ایالات متحده آمریکا است که جمعیت آن در سرشماری سال ۲۰۱۰ میلادی، ۱٬۴۱۷ نفر بوده‌است.